# Pilea cuneifolia
Pilea cuneifolia är en nässelväxtart som beskrevs av Hugh Algernon Weddell. Pilea cuneifolia ingår i släktet pileor, och familjen nässelväxter. Inga underarter finns listade i Catalogue of Life.